# Emmy Lynn
Emmy Lynn (pseudónimo de escena Emily Leigh; Barcelona, España; 1 de agosto de 1889-París, Francia, 5 de junio de 1978) fue una actriz cinematográfica española-francesa.

## Carrera
Su carrera se desarrolló en su mayoría durante el período del cine mudo. Protagonizó varias películas de Abel Gance, como Mater Dolorosa (1917) y fue dirigida por Maurice Tourneur y por Marcel L'Herbier. También hizo teatro, y las concomitantes giras, por ejemplo por EE. UU.

## Filmografía
- 1913 : Vautrin (CM) de Charles Krauss
- 1913 : Le Camée de Maurice Tourneur
- 1913 : La Marseillaise (CM) de Émile Chautard
- 1913 : L'Aiglon de Émile Chautard
- 1914 : La Dama Rubia (CM) de Charles Maudru
- 1915 : Le Calvaire (CM) de André Liabel
- 1915 : Celui qui reste au logis (CM)
- 1916 : Vengeance Diabolique (CM) de Charles Maudru
- 1916 : La Nouvelle Antigone de Jacques de Baroncelli
- 1916 : La Maison sans enfant (CM)
- 1916 : La Femme blonde (CM) de Henry Roussel
- 1916 : La Désolation (CM)
- 1916 : Pardon glorieux de Gaston Leprieur : Mme. Marcelle de Chanteloup
- 1917 : Un homme passa (CM) de Henry Roussel
- 1917 : Que l'espoir reste au logis (CM) de Charles Maudru
- 1917 : L'Hallali de Jacques de Baroncelli
- 1917 : Mater Dolorosa de Abel Gance : Manon Berliac[5]
- 1917 : Le Bonheur qui revient de André Hugon
- 1918 : La Revenante (CM) de Jacques de Baroncelli
- 1918 : La Dixième Symphonie de Abel Gance : Eve Dinan
- 1918 : Les Gosses dans les ruines de George Pearson : Françoise Regnard
- 1918 : Renoncement de Charles Maudru
- 1919 : Le destin est maître (CM) de Jean Kemm : Juliette Béreuil
- 1921 : La Faute d'Odette Maréchal de Henry Roussel
- 1922 : Visages voilés… âmes closes de Henry Roussel: Estelle Graydon
- 1923 : Résurrection de Marcel L'Herbier
- 1923 : La Vérité de Henry Roussel
- 1926 : Le Vertige de Marcel L'Herbier : Natacha Svirsky
- 1929 : La Vierge folle de Luitz-Morat : Fanny Armaury
- 1930 : L'Enfant de l'amour de Marcel L'Herbier : Liane Orland
- 1932 : Ma femme… homme d’affaires de Max de Vaucorbeil : Gladys Spring
- 1932 : Une idée folle de Max de Vaucorbeil
- 1933 : Les Deux Orphelines de Maurice Tourneur : la condesa de Lignères
- 1942 : Le Lit à colonnes de Roland Tual : la condesa de Verrières